# Liner
Liner is een historisch merk van motorfietsen.
Kitagawa Motorcycle co., Liner Motorcycle Mfg. Co. Ltd., Tokio.
Kitagawa Motorcycle was een Japans bedrijf dat omstreeks 1953 begon met de productie van dure en luxe motorfietsen. Daarbij waren 123- en 148cc-kopkleppers en een 246cc-paralleltwin die veel van een Sunbeam S7 weg had. Deze motorfietsen hadden eigen blokmotoren en cardanaandrijving.